# Corpus Diacrónico del Español
El Corpus Diacrónico del Español (CORDE) es un banco de datos de la lengua española gestionado por la Real Academia Española. Contiene unos 250 millones de palabras, y cubre desde los inicios del idioma hasta 1974. A partir de esa fecha, los nuevos datos se encuentran en el Corpus de Referencia del Español Actual (CREA).
El CORDE y el CREA juntos constituyen la principal fuente de documentación de la que se sirve el Instituto de Lexicografía de la Real Academia Española para preparar los materiales que se discuten en Comisión y argumentar, de este modo, las propuestas. Están ambos diseñados para poder extraer información de ellos con el fin de estudiar las palabras y sus significados; también para poder estudiar la gramática y el uso de las palabras a través del tiempo, con sus posibles vacilaciones.

## Tipología
El CORDE se puede clasificar como sigue:
- Origen: escrito.
- Codificación: codificado/anotado.
- Lengua: monolingüe.
- Especificidad: general.
- Tamaño: de referencia.
- Accesibilidad: público.

## Composición
El CREA recoge variedades de español de todas las épocas y lugares donde se habló español (España e Hispanoamérica) desde su origen hasta la actualidad.
Cuenta actualmente con 250 millones de registros correspondientes a textos de diferentes tipos: narrativos, líricos, dramáticos, científico-técnicos, jurídicos, religiosos, periodísticos, etc. Se pretende recoger todas las variedades geográficas, históricas y genéricas para que el conjunto sea suficientemente representativo.
El Corpus se divide en tres grandes etapas: Edad Media, Siglos de Oro y Época Contemporánea.
Por su perspectiva diacrónica otorga el 74% para el español peninsular y un 26% para Hispanoamérica.

## Consulta
Existen dos métodos para formular las consultas, el primero consiste en utilizar palabras del "lenguaje natural", mientras que el segundo está basado en la composición de expresiones lógicas. El apartado [Consulta] es el destinado a contener la palabra o expresión que se desea analizar. Puede contener formas de palabras completas, abreviadas (prefijos, sufijos, etc.), grupos de palabras o bien expresiones lógicas.
La ventana principal de la interfaz de consulta contiene los elementos que configuran el sistema de selección. Mediante la libre combinación de dichos elementos, es posible construir perfiles de consulta que actuarán sobre la totalidad de los datos del Corpus elegido, o bien sobre subconjuntos del mismo definidos dinámicamente de acuerdo con las necesidades específicas.
Existen las siguientes posibilidades:
- Selección de medio

La casilla [Medio] discrimina los textos del corpus de acuerdo con su procedencia: libros, periódicos, revistas, miscelánea y orales.
- Selección de autor

Limita la consulta a un autor determinado. Para ello, basta con escribir en la casilla [Autor] el apellido/apellidos del autor. P. Ej.: Lope para seleccionar las obras de Lope de Vega.
- Selección de obra

Permite especificar una o más palabras significativas en la casilla [Título] exactamente como aparecen en el título de la obra deseada. P. Ej.: Quijote para limitar la consulta a la célebre obra de Cervantes.
- Criterio cronológico

El apartado [Cronológico] dispone de dos casillas que permiten la selección de un año concreto (Primera casilla) o bien del período comprendido entre dos fechas. P. Ej.: 1990 (seleccionará exclusivamente las obras del año 1990) o 1990 - 1998 (obtendrá las obras comprendidas en ese período).
- Criterio temático

La ventana de selección de [Tema] ofrece la posibilidad de delimitar una o varias áreas temáticas y/o temas de acuerdo con las divisiones previamente fijadas en el diseño del corpus. La ausencia de selección equivale a seleccionar el corpus completo.
- Criterio geográfico

Mediante la ventana de selección de criterio [Geográfico] es posible filtrar las consultas restringiendo los materiales a uno o varios países. La ausencia de criterios restrictivos equivale a seleccionar todos los países.